# Rhinolophus xinanzhongguoensis
Rhinolophus xinanzhongguoensis — вид рукокрилих родини Підковикові (Rhinolophidae).

## Поширення
Цей вид відомий тільки в трьох місцях в провінціях Юньнань і Гуйчжоу.

## Стиль життя
Напевно, знаходить притулок у печерах. Харчується комахами.

## Морфологія
Кажан середнього розміру, з довжиною голови і тіла між 59 і 70 мм, довжина передпліччя між 58,7 і 60,4 мм, довжина хвоста від 30 до 39 мм, довжина гомілки між 23 , 2 і 25,9 мм, довжина вух між 21 і 22 мм і вагою до 26 гр.
Спинна частина коричнева, в той час як черевна частина світліша, але з основи волосся темніші. Вуха коричневі, маленькі й напівпрозорі. Лист носа являє собою ланцет з увігнутими краями, і загострений кінець. Нижня губа має три поздовжні канавки. Крилові мембрани темно-коричневі. Хвіст довгий і повністю включений у велику хвостову мембрану.